# Alex Carter (attore)
Alex Carter, noto anche con lo pseudonimo di Alex Apostolopoulos (Toronto, 12 novembre 1963), è un attore canadese.

## Biografia

### Le origini
Alex Carter è nato a Toronto, Ontario, Canada.
Ha frequentato il Lawrence Park Collegiate Institute e il Wexford Collegiate Institute, ed è stato molto coinvolto nella squadra di football di Wexford C.I. Ha frequentato la Wexford Public School. 
Dopo aver terminato il liceo, partì per Hollywood, dove studiò alla Beverly Hills Playhouse.

### Carriera
Ha avuto dei ruoli in: Family Passions, Black Harbour, Traders, Made in Canada, Taking the Falls, Jarod il camaleonte, These Arms of Mine, Flashpoint, Wildfire, Castle, Life, Senza traccia, Nip/Tuck, The Mermaid Chair, The Practice - Professione avvocati, Shark - Giustizia a tutti i costi, Due South - Due poliziotti a Chicago, CSI: NY, Leverage - Consulenze illegali, JAG - Avvocati in divisa, Veritas: The Quest, Jericho; oltre a ruoli ricorrenti in CSI - Scena del crimine, nel ruolo del detective della Omicidi Lou Vartann, Revenge, nel ruolo di Michael Davis, Point Pleasant e Burn Notice - Duro a morire. Ha anche avuto un ruolo in alcune delle scene conclusive del finale della serie TV 24.
È particolarmente conosciuto per il ruolo di Paul Cabot nel film Out of Time.

## Vita privata
È divorziato e ha tre figli.

## Filmografia

### Cinema
- Time to Say Goodbye?, regia di Mike Fash (1997)
- Bring Him Home, regia di Robert Fedor (2000)
- It Is What It Is, regia di Billy Frolick (2001)
- Out of Time, regia di Carl Franklin (2003)
- The Island, regia di Michael Bay (2005)
- 40 Days and Nights - Apocalisse finale, regia di Peter Geiger (2012)
- Don't Sleep, regia di Ian Fox (2017)

### Televisione
- Betrayal of Silence - film TV (1988)
- Venerdì 13 (Friday the 13th: The Series) - serie TV (1989)
- La guerra dei mondi (War of the Worlds) - serie TV (1989-1990)
- Il mio amico Ultraman (My Secret Identity) - serie TV (1990-1991)
- Top Cops - documentario (1990-1992)
- Street Legal - serie TV (1991)
- Poliziotto a 4 zampe (Katts and Dog) - serie TV (1991)
- Secret Service - serie TV (1992)
- Counterstrike - serie TV (1993)
- Taking the Heat - film TV (1993)
- Family Passions - programma televisivo (1993)
- Spenser: Pale Kings and Princes - film TV (1994)
- E.N.G. - Presa diretta (E.N.G.) - serie TV (1994)
- To Save the Children - film TV (1994)
- Side Effects - serie TV (1994-1995)
- Kung Fu: la leggenda continua (Kung Fu: The Legend Continues) - serie TV (1994-1996)
- Due South - Due poliziotti a Chicago (Due South) - serie TV (1994-1998)
- The Man in the Attic - film TV (1995)
- Net Worth - film TV (1995)
- Moonshine Highway - film TV (1996)
- Her Desperate Choice - film TV (1996)
- Talk to Me - film TV (1996)
- Trilogia del terrore II (Trilogy of Terror) - film TV (1996)
- The Morrison Murders: Based on a True Story - film TV (1996)
- What Kind of Mother Are You? - film TV (1996)
- Taking the Falls - serie TV (1996)
- Traders - serie TV (1996-1997)
- Black Harbour - serie TV (1996-1998)
- F/X (F/X: The Series) - serie TV (1997)
- The Fixer - film TV (1998)
- Recipe for Revenge - film TV (1998)
- Made in Canada - serie TV (1998-2002)
- Più forte ragazzi (Martial Law) - serie TV (1999)
- Viper - serie TV (1999)
- Sentinel (The Sentinel) - serie TV (1999)
- Jarod il camaleonte (The Pretender) - serie TV (1999)
- Ultime dal cielo (Early Edition) - serie TV (1999)
- These Arms of Mine - serie TV (1999-2001)
- JAG - Avvocati in divisa (JAG) - serie TV (1999-2003)
- Felicity - serie TV (2000)
- Task Force - film TV (2000)
- Dark Angel - serie TV (2001)
- V.I.P. - serie TV (2001)
- Hitched - film TV (2001)
- Pianeta Terra - Cronaca di un'invasione (Earth: Final Conflict) - serie TV (2001)
- The Day Reagan Was Shot, regia di Michael McMurray - film TV (2001)
- Blue Murder - serie TV (2001)
- Drug War - L'ora della vendetta (Guilty by Association), regia di Po Johns - film TV (2002)
- Nip/Tuck - serie TV (2003)
- The Practice - Professione avvocati (The Practice) - serie TV (2003)
- Veritas: The Quest - serie TV (2003-2004)
- CSI - Scena del crimine (CSI: Crime Scene Investigation) - serie TV (2003-2013)
- Night Stalker - serie TV (2005)
- Bones - serie TV (2005)
- Point Pleasant - serie TV (2005-2006)
- E-Ring - serie TV (2006)
- The Mermaid Chair, regia di Mike Southon - film TV (2006)
- Jericho - serie TV (2006)
- Senza traccia (Without a Trace) - serie TV (2007)
- Wildfire - serie TV (2007)
- The Dead Zone - serie TV (2007)
- Shark - serie TV (2007)
- Lincoln Heights - Ritorno a casa (Lincoln Heights) - serie TV (2007-2008)
- Burn Notice - Duro a morire (Burn Notice) - serie TV (2007-2012)
- Life - film TV (2008)
- The Tower - film TV (2008)
- Leverage - Consulenze illegali (Leverage) - serie TV (2009)
- Terminator: The Sarah Connor Chronicles - serie TV (2009)
- Castlevania - serie TV (2009)
- Castle – serie TV, episodio 1x08 (2009)
- Ghost Whisperer - Presenze (Ghost Whisperer) - serie TV (2009)
- Flashpoint - serie TV (2009)
- 24 - serie TV (2010)
- Haven - serie TV (2011)
- Look Again - film TV (2011)
- The Whole Truth - serie TV (2011)
- Revenge - serie TV (2011-2012)
- Rizzoli & Isles - serie TV, episodio 3x04 (2012)
- CSI: NY - serie TV (2012)
- Beauty and the Beast - serie TV (2012)
- House of Versace, regia di John Dyer - film TV (2013)
- Missing at 17 - film TV (2013)
- Nikita - serie TV (2013)
- The Secret Sex Life of a Single Mom film TV (2014)
- Perception - serie TV, episodio 3x05 (2014)
- Stalker - serie TV (2014)
- NCIS: Los Angeles - serie TV, episodio 6x07 (2014)
- Major Crimes - serie TV (2014)
- Chasing Life - serie TV (2015)
- Backstrom - serie TV (2015)
- Battle Creek - serie TV (2015)
- Jesse Stone: Lost in Paradise, regia di David Gribble - film TV (2015)
- Saving Hope - serie TV (2016)
- Recovery Road - serie TV (2016)
- Blue Bloods - serie TV, episodio 6x20 (2016)
- The Last Ship - serie TV, episodio 3x12 (2016)
- Ransom - serie TV (2017)
- NCIS - Unità anticrimine (NCIS) - serie TV, episodio 14x15 (2017)
- Ghost Wars - serie TV, episodio 1x03 (2017)
- Jean-Claude Van Johnson - serie TV, 2 episodi (2017)
- X-Files (The X-Files) - serie TV, episodio 11x08 (2018)
- The Detail - serie TV (2018)
- S.W.A.T. - serie TV (2018)
- Burden of Truth - serie TV (2018-2019)
- Bull - serie TV, episodio 3x13 (2019)
- 9-1-1: Lone Star - serie TV, episodio 1x01 (2020)
- Stumptown - serie TV (2020)
- Magnum P.I. - serie TV (2021)

## Doppiatori italiani
Nelle versioni in italiano delle opere in cui ha recitato, Alex Carter è stato doppiato da:
- Giorgio Locuratolo in CSI - Scena del crimine, Burn Notice - Duro a morire, CSI: NY
- Francesco Prando in Out of Time, Ghost Whisperer - Presenze, Magnum P.I.
- Andrea Lavagnino in Leverage - Consulenze illegali, NCIS - Unità anticrimine
- Enrico Pallini in Major Crimes, Ghost Wars
- Davide Marzi in The Last Ship, Bull
- Fabrizio Pucci in X-Files, S.W.A.T.
- Angelo Maggi in Moonshine Highway (1a voce)
- Riccardo Rossi in Moonshine Highway (2a voce)
- Gerolamo Alchieri in Bones
- Andrea Zalone in Nip/Tuck
- Gaetano Varcasia in Veritas: The Quest
- Maurizio Reti in 24
- Andrea Ward in Castle
- Tony Sansone in Rizzoli & Isles
- Ambrogio Colombo in Revenge
- Carlo Scipioni in Perception
- Sergio Lucchetti in Blue Bloods
- Francesco De Francesco in NCIS: Los Angeles
- Stefano Thermes in Jean-Claude Van Johnson
- Massimiliano Virgilii in Stumptown